# Chlamydienabort
Der Chlamydienabort ist eine durch Chlamydia abortus (= Chlamydophila abortus) hervorgerufene Infektionskrankheit bei Schafen und Ziegen, die mit Verlammen einhergeht. Sie gehört zu den Chlamydiosen und ist in Deutschland bei diesen Tierarten eine meldepflichtige Tierkrankheit. Darüber hinaus sind Rinder und, wenn auch in geringem Ausmaß, Menschen empfänglich, weshalb der Chlamydienabort als Zoonose anzusehen ist.

## Erreger
Der Erreger, Chlamydophila abortus (früher: Chlamydia psittaci) ist ein unbewegliches,
gramnegatives, innerhalb von Zellen lebendes Bakterium. Es weist einen zweiphasigen intrazellulären Entwicklungszyklus auf. Gegenüber äußeren chemischen und physikalischen Einflüssen hat der Erreger eine geringe Widerstandsfähigkeit (Tenazität).
Die Ansteckung erfolgt oral über Futter, Wasser und Einstreu. Bei intensivem Tierkontakt ist auch eine Tröpfcheninfektion möglich. 

## Klinisches Bild
Die Inkubationszeit beträgt etwa 8 Wochen. Typisch für die Erkrankung sind Fehlgeburten in der zweiten Trächtigkeitshälfte, mit Schwerpunkt kurz vor dem Ablammen, sowie die Geburt toter oder lebensschwacher Lämmer. Häufig ist auch eine Nachgeburtsverhaltung und Gebärmutterentzündung anzutreffen. Kurz vor dem Verlammen können kolikartige Schmerzen und Vaginalausfluss auftreten.
Die Diagnose wird durch Antikörper- oder dem Erregernachweis aus Abortmaterial gestellt. Differentialdiagnostisch sind vor allem Campylobacter-Abort, Toxoplasmose, Q-Fieber, Salmonellose, Brucellose und Neosporose in Betracht zu ziehen.

## Therapie
Die Behandlung erfolgt durch Antibiotika (Makrolidantibioka). Die Heilungsaussicht und die Prognose für zukünftige Trächtigkeiten sind gut.